# Kheïri Oued Adjoul
Kheiri Oued Adjoul est une commune de la wilaya de Jijel, Algérie. Elle se situe sur la côte méditerranéenne au nord-est de la wilaya.

## Géographie

### Situation
Le territoire de la commune de Kheïri Oued Adjoul se situe au nord-est de la wilaya de Jijel.
| Mer Méditerranée   | Mer Méditerranée   | El Milia |
| Sidi Abdelaziz     | Kheïri Oued Adjoul | El Milia |
| Djemaa Beni Habibi | El Ancer           | El Ancer |

### Localités de la commune
La commune de Kheïri Oued Adjoul est composée de vingt-six localités :
- Adaâne
- Amaïzène
- Ardikh
- Arkoub
- Aydem
- Beni Merouane
- Boulahdjar
- El Ghalta
- El Had
- El Kharouba
- El Merbaa
- El Rekkada
- Er Rahala
- Er Remila
- Ezzane
- Laâzib
- Merianne
- Ouled El Hadj
- Ouled Idris
- Ouled Izel
- Ouled Kaïd
- Ouled Mebarek
- Ouled M'Hamed
- Ouled Yacoub
- Tabaya
- Tazecha